# Riera de Castellcir
La riera de Castellcir es una riera del término municipal de Castellcir, en la comarca del Moyanés.
Se forma al Paso de la Tuna, a mediodía de la urbanización de la Prenda y al suroeste del lugar donde hay los restos de la Tuna, por la unión del torrente de Sauva Negra y el torrente de la Prenda. Desde este lugar se dirige hacia el sur dejando la masía de La Talladella a poniente y Casanova del Castillo a levante. Deja a la derecha la Feixa de la Baga y poco después el Bruguerol de la Roca, mientras resigue todo el Serrado de Colom por el lado de poniente.

La Riera de Castellcir, respecto del término de Castellcir

A las postrimerías de este serrado, encuentra a poniendo Camps del Torreón y a levante el Pla Fesoler y Camps de la Poua, y enseguida recibe por el lado de levante el torrente de Casanova. A continuación, a la izquierda queda el Torreón de los Moros y la Poua, y  afluye un segundo torrente, el de Centelles. Deja a la izquierda la Rompuda y empieza a reseguir el vertiente noroeste de la Sierra de Roca-sitjana. Encuentra, a la derecha, la masía de Can el Antoja, el lugar de Vilacís y los restos de Santo Miquel de Argelaguer y forma la esclusa que hay en aquel lugar, a ras de Can el Antoja. Poco después deja a la derecha el Cerro de Vilacís.

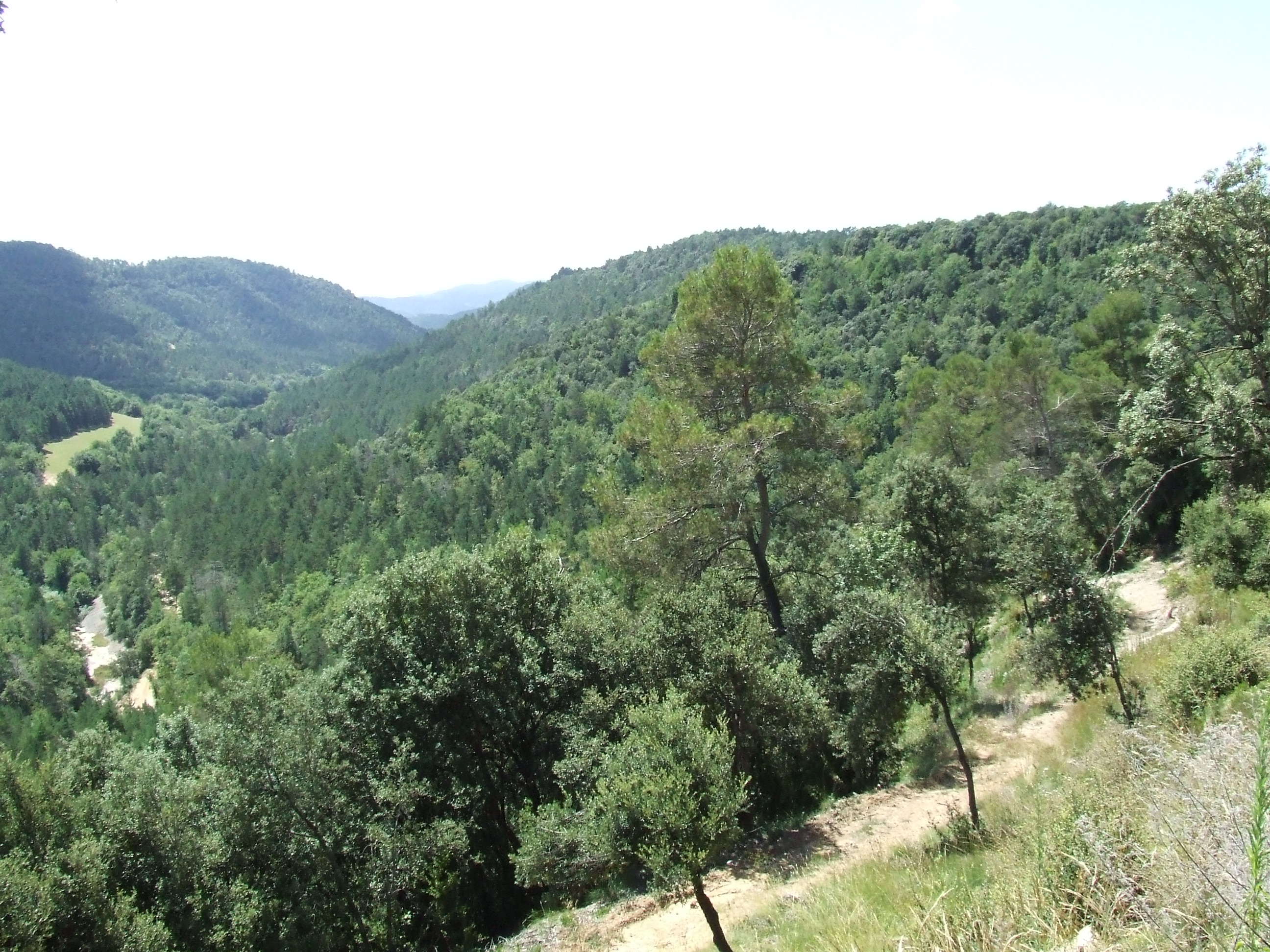
Parte alta de la Riera de Castellcir

La Riera de Castellcir continúa hacia el sur-suroeste, dejando a la derecha las masías de Can Gregori y Hace falta Jaumet y a la izquierda la antigua iglesia parroquial de Santo Andreu de Castellcir y el cementerio parroquial y la masía de Hace falta Tomàs. Al cabo de poco encuentra la Reanudación, y poco después a la derecha las masías de la Codina, la Vileta y la Casa Nueva de la Vileta y el Molino del Bosque, donde encuentra la Fuente del Molino a la derecha y la Poua del Molino del Bosque a la izquierda. En este tramo sigue la dirección sur, pero haciendo curvas a ambos lados. Al cabo de poco encuentra Can Sants junto a poniente, y poco después llega al lugar donde  había habido los molinos del Medio y Nuevo, y poco después recibe por la izquierda el torrente del Bosque, momento en que se considera ya formado el Tenes.